# François d'Agincourt
François d'Agincourt (Rouen, 1684 – 30 april 1758) was een Franse componist, klavecinist en organist. Zijn naam wordt ook als D'Agincour, Dagincourt of Dagincour geschreven.

## Leven
François d'Agincourt was een leerling van Jacques Boyvin in Rouen en van Nicolaas Lebègue in Parijs. Hij was organist van de Eglise de la Madeleine-en-la-Cité in Parijs vanaf 1701. Vanaf 1706 was hij de opvolger van Boyvin in de kathedraal van Rouen. Hij bespeelde ook het orgel van de Abdijkerk van Saint-Ouen in Rouen. Ook was hij daar een van de vier organisten in de Chapelle royale.
Een van zijn leerlingen is Jacques Duphly.

## Werken
Zijn werk omvat : 
- Een manuscript van 46 stukken voor orgel (gegroepeerd per toon in 6 suites).
- een verzameling stukken voor klavecimbel.
- Twee boeken met Aria's (Airs) voor solostem en basso continuo.